# 大西洋主義
大西洋主義または汎大西洋主義（たいせいようしゅぎ、はん-、英語：Atlanticism）とは、西ヨーロッパ（西欧）とアメリカ合衆国・カナダ（北米）各国の政治・経済・軍事における協調政策である。その目的は、参加国の安全保障および共通の価値観である「民主主義、個人の自由、法の支配」を守ること、とされている。大西洋主義の理念を共有する人は大西洋主義者（AtlantistまたはAtlanticist）と呼ばれる。その名前は参加国を分かつ大西洋に由来するが、大西洋がそれら2つの諸国を結びつけているとも言える。大西洋主義者は大陸主義（en:Continentalism）とは相容れない存在である。
北大西洋理事会（NATO理事会、North Atlantic Council）は、大西洋主義における協議および意思決定のための主要な政治的舞台である。著名な主義者には、トニー・ブレア、ゴードン・ブラウン、ズビグネフ・ブレジンスキー、そしてハビエル・ソラナがいる。北大西洋条約機構（NATO）は大西洋主義に基づく組織の1つであり、F-35戦闘攻撃機は大西洋主義プロジェクトの一つである。強く大西洋主義を支持するポーランドやルーマニアのような東ヨーロッパ諸国の指導者たちは、「大西洋主義者ならば、必ず西欧（または北米）に住まなければならない、などと云うことはない」との見解を公言している。
21世紀に入り、大西洋主義はテロリズムやイラク戦争を通じて重大な変化を経験している。参加国の安全保障に北米地域以外の同盟活動が必要となってきているなど、その理念自体に疑いが生じている。 2001年9月11日のアメリカ同時多発テロ事件後、NATOは加盟国に対するいかなる攻撃も同盟全体に対する攻撃とみなすとする北大西洋条約の第5条を発動した。NATOの多国籍AWACS部隊が米国上空を飛行して軍用航空の管制を行った。欧州諸国は兵員と装備を配備した。2006年、NATO理事会は、NATOの最優先課題はアフガニスタンの平和と安定化への貢献であると宣言した。2006年末までにNATOはアフガニスタンに32,000人を派兵した（米軍の11,000人のアメリカ人を含む）。しかしイラク戦争は、米国と西欧諸国、そしてポーランドのような東欧諸国との間に亀裂を生じさせた。スペインやイタリアのようなイラク戦争を支持した国々では、その後の選挙でイラク戦争に賛成した政権が下野した。しかしトニー・ブレアはジョージ・W・ブッシュとの関係にもかかわらず再選され、イラク戦争を支持した。2003年から2005年にかけてのルーマニアとポーランドのCIAの秘密の監禁施設との関係（両国ともそのような監禁施設の存在を否定している）は、大西洋主義の理念を傷つけた。しかしその後、ドイツおよびフランスでは、イラク戦争への幅広い反対意見にもかかわらず、大西洋主義の指導者たちが当選した。ターリバーンの制圧が思うように進まず、米国と欧州連合との間の政治的内紛によりNATO内部は緊張したが、ロシアとグルジアの間で起こった南オセチア紛争では関係改善が見られた。